# Plestiodon callicephalus
Plestiodon callicephalus is een hagedis uit de familie skinken (Scincidae).

## Naamgeving en taxonomie
De soort werd voor het eerst wetenschappelijk beschreven door Marie Firmin Bocourt in 1879. Oorspronkelijk werd de naam Eumeces callicephalus gebruikt. De soort behoorde lange tijd tot het geslacht Eumeces en in de literatuur wordt de verouderde naam vaak gebruikt. De skink werd vroeger gezien als een ondersoort van Plestiodon tetragrammus, maar deze indeling is niet algemeen aanvaard vanwege afwijkende lichaamskenmerken en een ander verspreidingsgebied. Er zijn geen ondersoorten beschreven.

## Uiterlijke kenmerken
Plestiodon callicephalus heeft een relatief kleine kop en een dikke nek. De totale lichaamslengte bedraagt maximaal 22 centimeter. Het grootste deel bestaat uit de lange staart, het lichaam is ongeveer acht cm lang. De lichaamskleur is donkerbruin, de hagedis is relatief eenvoudig te herkennen aan het strepenpatroon. Aan de dorsale (rug)zijde zijn twee lichtere strepen aan weerszijden van de rug aanwezig, beginnend boven het oog en eindigend net achter de achterpoten. Op de kop zijn twee strepen gepositioneerd bij de neuspunt die op het midden van de kop samenkomen en een duidelijk zichtbare Y vormen. Hieraan heeft de soort ook de wetenschappelijke naam te danken, afkomstig van Oudgrieks καλός, (kalos), "mooi" en κεφαλή (kephalē), "hoofd".
Kenmerkend is echter de blauwe staart. Hoewel er vele skinken zijn die als juveniel een knalblauwe staart hebben, vervaagt deze felle kleur als de dieren geslachtsrijp worden. Bij Plestiodon callicephalus houden echter ook oude exemplaren een blauwe staartkleur, wat ze erg opvallend maakt. Is de originele staart eenmaal afgeworpen, ook wel autotomie genoemd, dan is de 'nieuwe' staart meestal donkerder tot zwart.

## Levenswijze

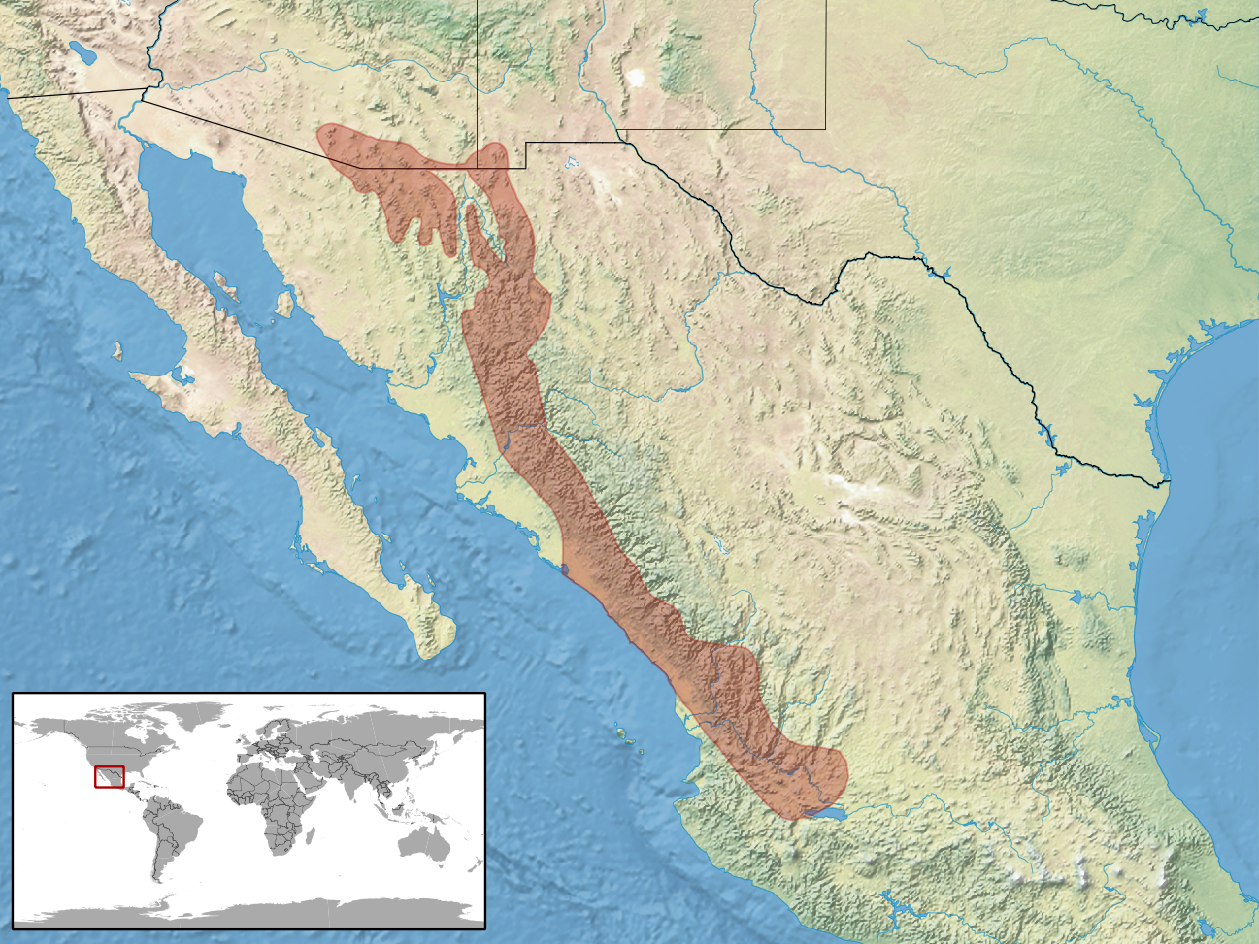
Verspreidingsgebied in het rood.

Plestiodon callicephalus heeft geen voorkeurshabitat, zo wordt de hagedis aangetroffen in rotsige eikenbossen in dalen langs stroompjes, stenige hellingen en ook wel laaglanden. Wel is er de behoefte aan een strooisellaag om in te jagen en de eitjes in af te zetten. Een legsel bestaat uit maximaal zes eieren, die door het vrouwtje worden bewaakt tot ze uitkomen. Er zijn waarnemingen bekend van eierlevendbarende vrouwtjes waarbij de jongen direct ter wereld komen.
Plestiodon callicephalus is een bodembewonende soort die in nood in een boom schiet, maar meestal op de bodem te vinden is. De skink kan heuse duikvluchten maken in de bladeren om zo aan predatoren te ontsnappen. Het voedsel bestaat voornamelijk uit insecten zoals kevers en vliegen, daarnaast worden ook spinnen gegeten. De skink is overdag actief en schuilt 's nachts onder stenen of in zelfgegraven holletjes.

## Verspreiding en habitat
De skink komt voor in delen van Noord-Amerika en leeft in de landen Mexico en de Verenigde Staten. In Mexico komt de hagedis voor in de staten Chihuahua, Durango, Guanajuato, Jalisco, Michoacán, Nayarit, Sinaloa, Sonora en Zacatecas. In de Verenigde Staten is de soort te vinden in de staten Arizona en zuidwestelijk New Mexico. De hagedis is aangetroffen van zeeniveau tot een hoogte van ongeveer 2000 meter boven zeeniveau.
Door de internationale natuurbeschermingsorganisatie IUCN wordt de hagedis als 'veilig' beschouwd (Least Concern of LC). In het grootste deel van het areaal is de hagedis algemeen maar in een aantal streken wordt de soort bedreigd, met name als gevolg van het verdwijnen van de natuurlijke habitat.